# OKB-1 140
OKB-1 (Baade) EF 140 - foi o bombardeiro a jato bimotor com asas dianteiras projetadas e construídas na URSS no final da década de 1940 por ex-engenheiros da Junkers.